# 双荚决明
双荚决明（学名：Cassia bicapsularis），为豆科决明属下的一个植物种。

## 参考资料

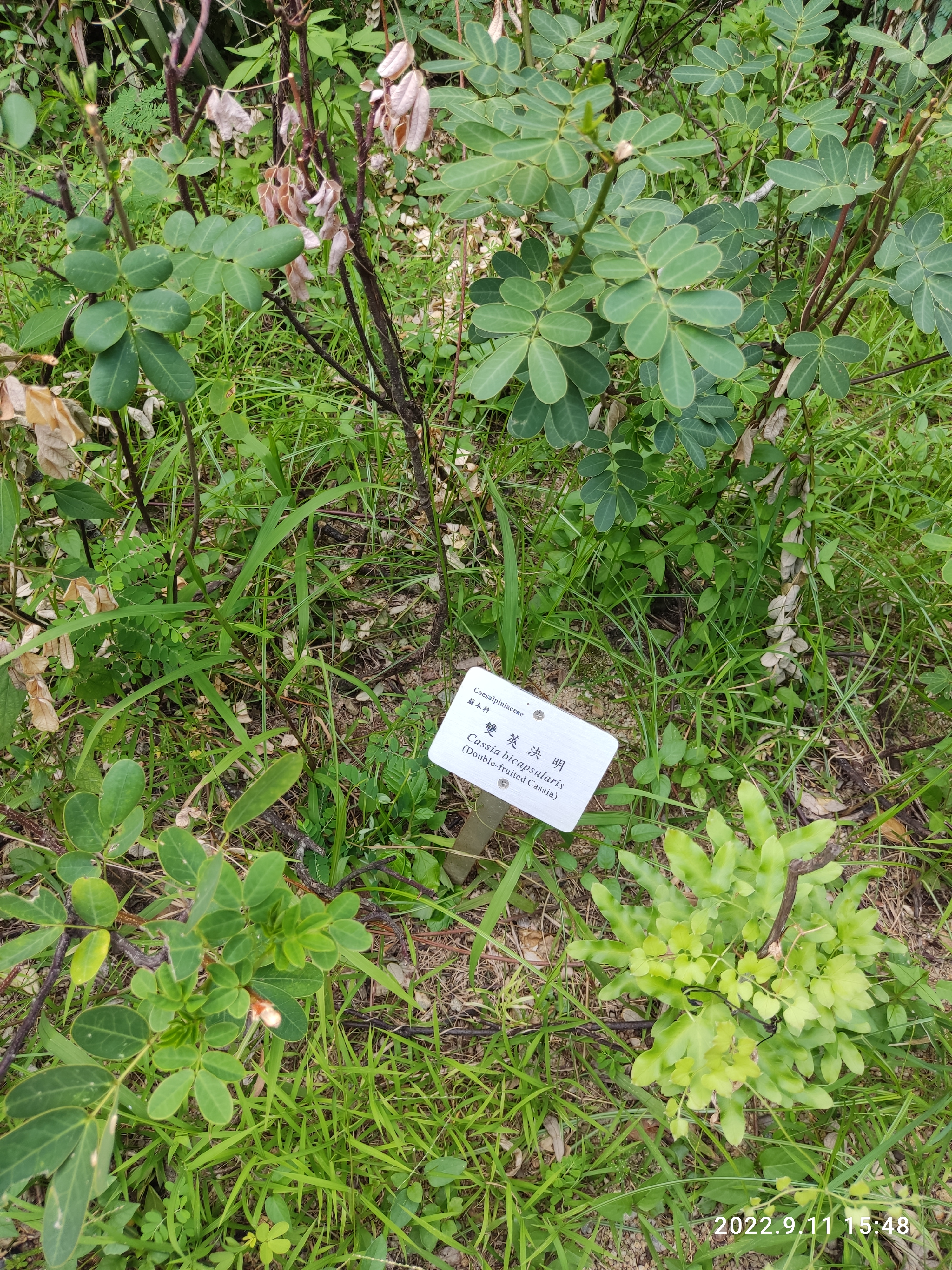
葉子